# La Cumbre, Tatatila
La Cumbre är en ort i Mexiko.   Den ligger i kommunen Tatatila och delstaten Veracruz, i den sydöstra delen av landet, 210 km öster om huvudstaden Mexico City. La Cumbre ligger 1 992 meter över havet och antalet invånare är 105.
Terrängen runt La Cumbre är bergig åt nordväst, men åt sydost är den kuperad. Terrängen runt La Cumbre sluttar norrut. Runt La Cumbre är det ganska tätbefolkat, med 160 invånare per kvadratkilometer. Närmaste större samhälle är Atzalan, 17,1 km nordväst om La Cumbre. I omgivningarna runt La Cumbre växer i huvudsak blandskog.